# John Emory Powers
John E. Powers (1837–1919) foi um redator publicitária americano altamente influente, sendo conhecido como o primeiro redator e redator publicitária freelancer em tempo integral do mundo. Considerado o pai da publicidade criativa moderna, ele foi introduzido no Hall da Fama da Publicidade em 1954.

## Início de carreira e vida anterior
John Powers nasceu em uma fazenda no centro de Nova York em 1837. Ele inicialmente, trabalhou como agente de seguros e depois viajou para a Inglaterra para vender as máquinas de costura das marcas Wilcon e Gibbs. Powers foi pioneiro no uso de muitas novas técnicas de marketing, incluindo anúncios escritos de página inteira na forma de uma história ou peça, e o uso de teste grátis de um produto e plano de compra parcelado. Suas técnicas de campanha criou uma demanda por máquinas de costura na Grã-Bretanha que as próprias fabricantes não conseguiram atender. :48

## Carreira como redator e início do redação publicitária
Na década de 1870, Powers começou a escrever anúncios em jornais sob demanda para empresas, como um emprego de meio período. Seus anúncios de texto chamaram a atenção do dono da loja de departamentos John Wanamaker. Wanamaker o contratou em maio de 1880 e o levou para a Filadélfia afim de trabalhar em sua loja. Powers escreveu seis anúncios por semana, durante cerca de nove meses. Depois de muita experimentação com estilos diferentes, ele se estabeleceu em um estilo que utilizava uma gramática coloquial, frases curtas e fonte times new roman simples e sem itálico, em vez de estilos de exibição hiperbólicos comuns dos anúncios.
Em 1886, Powers tornou-se redator freelancer e trabalhou para outras empresas. Em 1890, ele ganhava mais de $ 100 por dia como redator, o que equivale a cerca de $ 750.000 dólares por ano em 2019. Powers teve uma forte influência na indústria de publicidade e na próxima geração de redatores, no que viria a se tornar a carreira de redação publicitária e explodir por freelance na era do trabalho em home office.

## Estilo publicitário de criação
John E. Powers adotou um estilo de publicidade único que ficou conhecido como o "estilo Powers". Ele usou uma linguagem simples, evitou exageros, limitou as manchetes a poucas palavras e não usou desenhos ou ilustrações em seus anúncios. Também conhecido como o estilo "razão por quê", seu estilo de redação contrastava fortemente com o estilo " barnumesco ", baseado em reivindicações abrangentes ou apelos emocionais. Powers defendeu o uso de linguagem simples nos negócios e descreveu a "escrita refinada" como "ofensiva".
Exemplo de texto publicitário feito por Powers.
Numa época em que a maioria dos anúncios apresentava hipérboles e títulos exagerados, Powers tornou-se conhecido por seu foco nos fatos diretos do produto anunciado. Ele se recusou a escrever uma cópia para um produto, a menos que estivesse convencido de seus méritos. Certa vez, ele afirmou que a coisa mais importante na publicidade é chamar a atenção do leitor por ser interessante, e a próxima coisa mais importante é se ater à verdade: "isso significa corrigir tudo o que está errado no negócio do comerciante. Se a verdade não pode ser contada, conserte-a para que seja." Em suas palavras.